# اقتحام السفارة السعودية في طهران 1987
اقتحام السفارة السعودية في طهران 1987 في الثاني عشر من شهر ذي الحجة لعام 1407هـ أي بعد احداث في موسم حج عام 1407هـ مباشرة هاجمت مجموعة كبيرة من الإيرانيين مقر سفارة المملكة في طهران وقامت باحتلالها واحتجاز الدبلوماسيين السعوديين بداخلها ومن ثم الاعتداء عليهم من قبل الحرس الثوري الإيراني.

## الإعتداء على موظفي السفارة
وكان القنصل السعودي في طهران رضا عبدالمحسن النزهة من بين الذين تعرضوا للاعتداء بالضرب اثناء قدومه من دبي إلى طهران وقد أدى الاعتداء عليه إلى اصابته بشرخ في القرنية بعد تهشم نظارته بفعل الاعتداء ما استدعى اخضاعه بقرار من الاطباء لعملية جراحية بيد ان رجال الحرس الثوري قاموا بإخراجه من المستشفى قبل العملية بساعة واحدة وساقوه إلى السجن ليحتجز بعد ذلك في السجن لمدة اربع وعشرين ساعة ثم أطلق سراحه بعد مفاوضات بين المملكة وإيران. كما تعرض ابنا القائم بالاعمال السعودية في طهران إلى الضرب ما استوجب نقلهما إلى المستشفى.

## اقتحام السفارة
وتأتي تفاصيل الاقتحام بأن تم تنفيذ الاعتداء على ثلاث مراحل في الثامنة إلا ربعاً والثامنة وأربعين دقيقة، والتاسعة وخمس وثلاثين دقيقة. حيث قامت مجموعة كبيرة بلغت اعدادها الآلاف برشق السفارة بالحجارة والعصي، ثم تمكنوا من الدخول إلى فناء السفارة، واحرقوا ثلاثاً من سيارات السفارة بعد تحطيمها بالكامل، واقتحموا بعد ذلك المكاتب، واتلفوا غرفة الاتصالات والتلكس وعبثوا بأوراقها واضرموا النيران في اثاث السفارة، بعد تحطيم نوافذها وابوابها، وقاموا بضرب الدبلوماسيين الموجودين داخلها، ثم قاموا بخطفهم إلى جهات مجهولة لمدة اربع وعشرين ساعة، واطلق سراحهم بعد ذلك بناء على المفاوضات بين الحكومتين.

## مقتل أحد الدبلوماسيين السعوديين
نقل أحد الدبلوماسيين وهو مساعد الغامدي إلى المستشفى لإصابته بكسور في ساقه وصدمة نفسية شديدة وتوفي الغامدي في إيران قبل نقل جثمانه إلى المملكة

## إغلاق السفارة
وتم تشميع السفارة السعودية في طهران بواسطة الحرس الثوري، بعد ان ازيل العلم السعودي، ورفع العلم الإيراني بدلاً عنه.